# Volkspartij voor Vrijheid en Democratie
Die Volkspartij voor Vrijheid en Democratie (kurz VVD; ausgesprochen [vɔlkspɑrtɛi vor vrɛihɛit ɛn demokra(t)si] bzw. [vevedeː], deutsch Volkspartei für Freiheit und Demokratie) ist eine konservativ-liberale Partei in den Niederlanden. Sie vertritt eine marktliberale Wirtschaftspolitik und eine nationalliberale bis konservative Innenpolitik.
Von der Parlamentswahl in den Niederlanden 2010 bis zur Parlamentswahl in den Niederlanden 2023 war die VVD stärkste Partei in der Zweiten Kammer und stellte mit Mark Rutte erstmals den Ministerpräsidenten. Sie war bereits zuvor an zahlreichen Regierungskoalitionen beteiligt gewesen.

## Geschichte

### Gründung bis 1970er-Jahre
Die VVD wurde am 24. Januar 1948 gegründet. Sie ist Nachfolgerin der kurzlebigen, von Dirk Stikker geführten Partij van de Vrijheid (PvdV), welche wiederum aus der Liberale Staatspartij (LSP) der Zwischenkriegszeit hervorgegangen war. Hinzu kam die Gruppe von Pieter Oud, das Comité ter voorbereiding van een Democratische Volkspartij („Ausschuss zur Vorbereitung einer Demokratischen Volkspartei“). Diese bestand aus ehemaligen Mitgliedern des linksliberalen Vrijzinnig-Democratische Bond (VDB), der 1946 in der Partij van de Arbeid aufgegangen war, mit deren sozialdemokratischer Ausrichtung die Gruppe von Oud aber nicht einverstanden war. 
Pieter Oud war bis 1963 Vorsitzender und politischer Leiter der VVD. Sie hatte in dieser Zeit einen Stimmenanteil von 8–12 Prozent und stellte 8–9 der 100 Abgeordneten in der Zweiten Kammer bzw. nach deren Vergrößerung 19 von 150. Von 1948 bis 1952 war die VVD an den ersten beiden Regierungen unter Willem Drees beteiligt, die aus einer breiten Koalition von Sozial- und Christdemokraten sowie Liberalen bestanden. Dann stand sie bis 1959 in Opposition zu den sogenannten „römisch-roten“ Kabinetten aus Christ- und Sozialdemokraten. 
Nach dem Erstarken der VVD bei der Parlamentswahl 1959 wurde mit dem Kabinett De Quay erstmals seit dem Zweiten Weltkrieg eine Mitte-rechts-Koalition aus den drei christlichen Parteien (KVP, ARP, CHU) und der liberalen VVD geschlossen. Diese bestand bis 1965 und zerbrach an der Frage der Einführung von privatem Rundfunk. Anschließend koalierten die christlichen Parteien KVP und ARP wieder mit den Sozialdemokraten, die VVD war in der Opposition. Von 1963 bis 1969 wurde sie von Edzo Toxopeus geführt, der zunächst Innenminister und dann Fraktionsvorsitzender sowie später auch Vorsitzender der Liberalen Internationale war. 
Mit den Democraten 66 gründete sich 1966 eine neue Partei, die sich zunächst außerhalb ideologischer Kategorien positionierte, mit der Zeit aber meist als progressiv-linksliberal eingeordnet wurde. Die VVD wird seither zur Unterscheidung meist als rechtsliberale Partei bezeichnet. Ab 1967 gab es im Kabinett De Jong eine Neuauflage der christlich-liberalen Koalition, diese bestand auch unter dem Ministerpräsidenten Barend Biesheuvel bis 1973 fort. Politischer Leiter und Spitzenkandidat der VVD war von 1971 bis 1982 Hans Wiegel, der zunächst Fraktionsvorsitzender und später Innenminister sowie Vizepremier war. Nachdem in den christlichen Parteien KVP und ARP wieder die eher linken Kräfte erstarkt waren, die mit der sozialdemokratischen Arbeitspartei koalieren wollten, war die VVD von 1973 bis 1977 in Opposition gegen die Mitte-links-Regierung Den Uyl. 

### 1980er-Jahre bis 2006
Nach der Fusion der drei christlichen Parteien KVP, ARP und CHU zum Christen-Democratisch Appèl (CDA) koalierte dieser von 1977 bis 1981 und von 1982 bis 1989 erneut mit den Liberalen. Mit dem erst 32-jährigen Spitzenkandidaten Ed Nijpels erreichte die Popularität der VVD im Jahr 1982 mit 23 Prozent der Stimmen bei der Parlamentswahl, 36 der 150 Sitze in der Zweiten Kammer und über 100.000 Parteimitgliedern einen Höhepunkt. 
Von 1990 bis 1998 führte der später als EU-Kommissar bekannte Frits Bolkestein die Partei. Galten die sozialdemokratische PvdA und die rechtsliberale VVD zuvor stets als Gegenspieler, gingen sie 1994 erstmals eine Koalition ein, die „lila“ (Mischfarbe aus dem Rot der Sozialdemokraten und dem Blau der Liberalen) genannt wurde. Die Parlamentswahl 1998 brachte der VVD mit 24,7 Prozent der Stimmen und 38 Sitzen ein Rekordergebnis. In den folgenden vier Jahren büßte die „lila“ Koalition stark an Popularität ein, bei der Parlamentswahl 2002 brachen die Stimmenanteile beider Regierungspartner ein. 
Anschließend wurde die VVD Juniorpartner im Kabinett Balkenende I, einer Koalition mit CDA und der rechtspopulistischen Lijst Pim Fortuyn, die nach drei Monaten wieder zerbrach. Die VVD war auch an den folgenden Kabinetten (Balkenende II und III) beteiligt, zeitweilig kamen neben CDA und VVD als dritter Partner die linksliberalen Democraten 66 hinzu. Prominentester Vertreter der VVD in dieser Zeit war Gerrit Zalm, von 2003 bis 2007 Finanzminister und Vizepremier. Nach 13 Jahren endete die Regierungsbeteiligung der VVD im Februar 2007, als Balkenende eine neue Koalition aus Christdemokraten, Sozialdemokraten und ChristenUnie bildete. 

### Ära Rutte

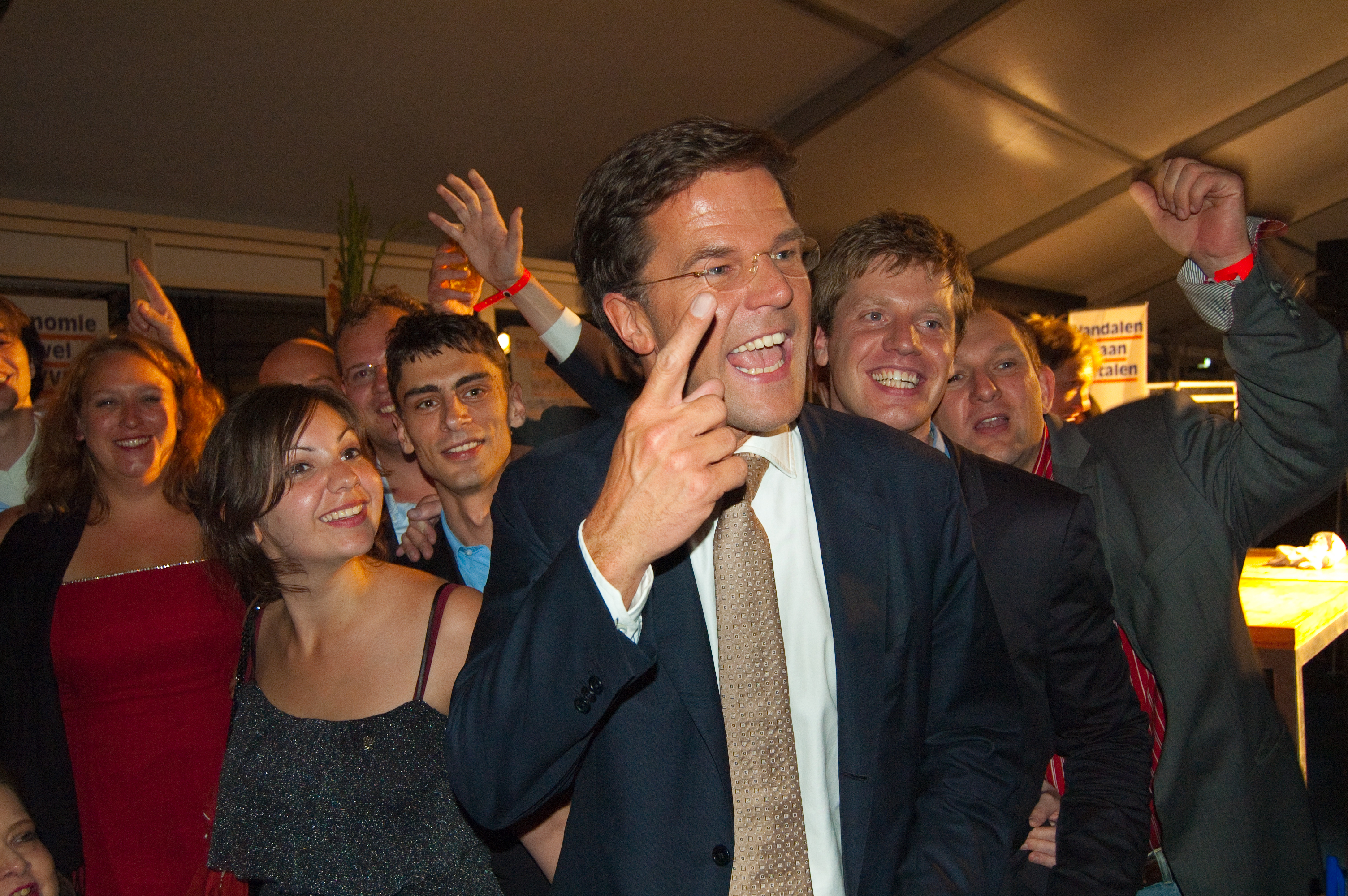
Mark Rutte in der Wahlnacht 2010 in Scheveningen

Mark Rutte, der 2006 nur knapp gegenüber der rechteren Konkurrentin Rita Verdonk an die Parteispitze gewählt wurde, prägte als politischer Leiter, Fraktionsvorsitzender in der Zweiten Kammer (2006–2010) und Ministerpräsident (2010–2024) die Partei entscheidend. Verdonk wurde 2007 aus der VVD ausgeschlossen und gründete die Partei Trots op Nederland, die jedoch nach einem zeitweiligen Umfragehoch im Jahr 2008 unbedeutend blieb. Eine weit bedeutendere Konkurrenz erwuchs mit der 2006 gegründeten, rechtsradikal-populistischen Partij voor de Vrijheid (PVV) des ehemaligen VVD-Abgeordneten Geert Wilders. 
Die Wahl am 9. Juni 2010 ergab 31 Sitze für die VVD, einen Sitz mehr als für die Partei mit der zweitgrößten Sitzanzahl, die sozialdemokratische PvdA. Das war zwar nicht der höchste je von der VVD errungene Wert, aber erstmals wurde die VVD die stärkste Partei, vor allem wegen der Verluste der Christdemokraten. Mit Mark Rutte wurde 2010 erstmals ein VVD-Parteichef zum Ministerpräsidenten ernannt. Er führte eine Minderheitsregierung aus VVD und CDA (Kabinett Rutte I). Bis April 2012 wurde diese liberal-christliche Koalition von der PVV parlamentarisch gestützt. 
Aus der vorzeitigen Neuwahl vom 12. September 2012 ging die VVD gestärkt hervor, sie konnte zehn Sitze hinzugewinnen und mit einem Stimmanteil von 26,8 Prozent ihr bisher bestes Ergebnis erzielen. Mark Rutte wurde erneut Ministerpräsident (Kabinett Rutte II), in dieser Zeit gestützt auf eine große Koalition aus VVD und PvdA. Von 2017 bis 2022 regierte das Kabinett Rutte III, gestützt auf eine Koalition aus VVD, CDA, Democraten 66 und ChristenUnie. Aus den gleichen Parteien besteht das Kabinett Rutte IV, das seit dem 10. Januar 2022 etwas mehr als zwei Jahre lang regierte. Rutte zog sich im Sommer 2023 von der Parteispitze zurück, Dilan Yeşilgöz trat seine Nachfolge an.

### Seit 2024
Im Mai 2024 wurde eine Regierung von PVV, VVD, NSC und BBB bekannt gegeben. In dieser stellt die VVD vier Minister, darunter mit Sophie Hermans die Zweite stellvertretende Ministerpräsidentin sowie Ministerin für Klima und grünes Wachstum.

## Ausrichtung
Die Volkspartij voor Vrijheid en Democratie vertritt einen klassischen Liberalismus, der die Verantwortung des einzelnen Menschen betont und den Ausbau des Sozialstaates kritisch sieht. Zu den Forderungen der VVD gehört auch eine Beschränkung der Einwanderung. Es gibt einen eher zentristisch orientierten und einen nationalliberalen Flügel; damit deckt die wirtschaftsliberale Partei das Wählerspektrum von der rechten Mitte bis in die Nähe des rechten Rands ab.

## Organisation

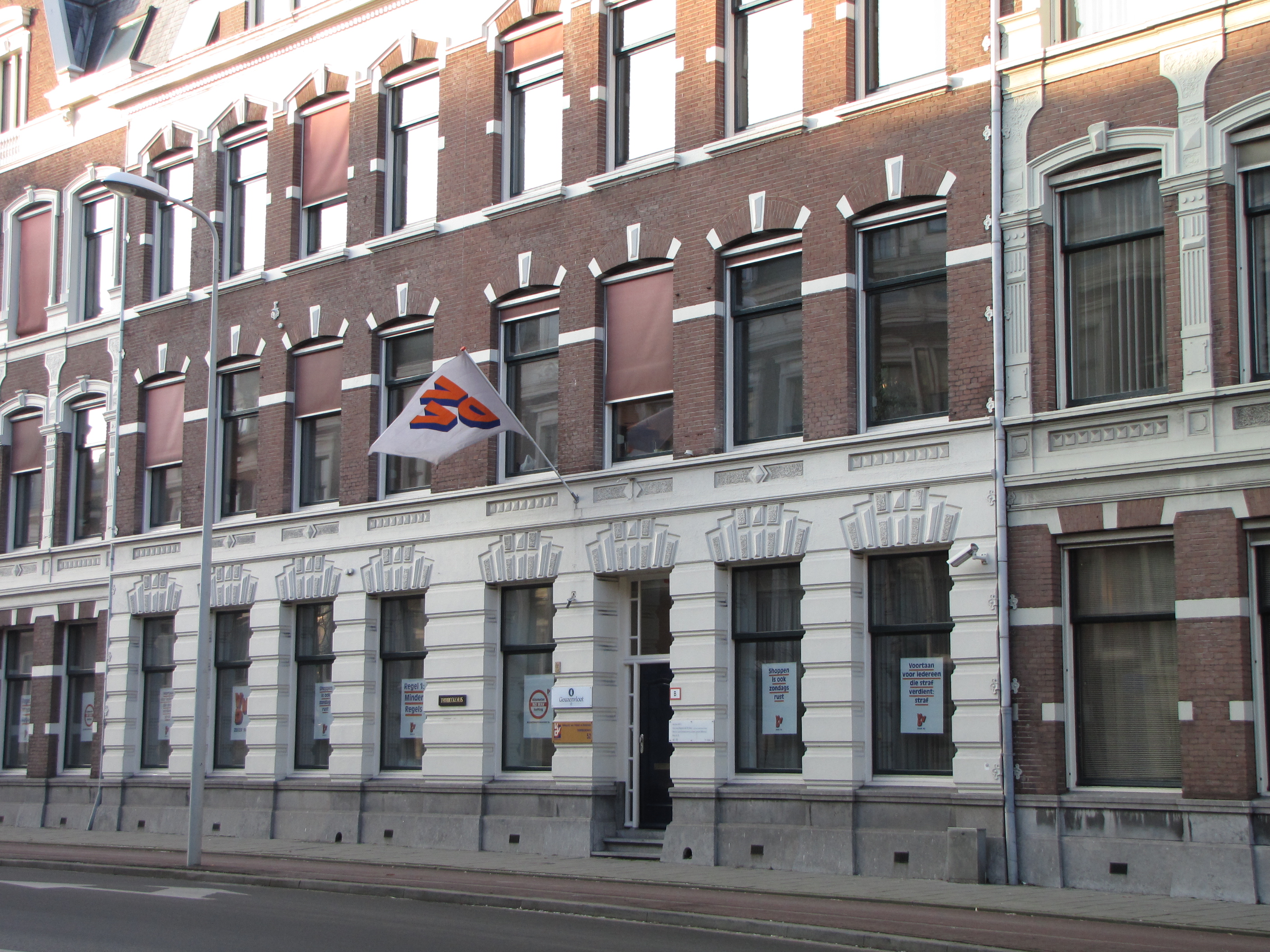
Parteizentrale in Den Haag

Die VVD begann 1948 mit 22.175 Mitgliedern. Bis 1978 konnte sie sich auf 100.510 Mitglieder verbessern, wobei der Anstieg vor allem aus der Zeit des sozialdemokratischen Ministerpräsidenten Joop den Uyl (1973–1977) stammt. Nach einem Minus um das Jahr 1980 stieg die Mitgliederanzahl auf 102.888 im Rekordjahr 1982. Seitdem sinkt die Anzahl relativ kontinuierlich. Zu Beginn der lilafarbenen Kabinette 1994 hatte die VVD noch 53.465 Mitglieder, zu Beginn des Jahres 2023 nur noch 23.818. Dies entspricht einem allgemeinen Trend der großen Parteien.
Die Jugendorganisation Jongeren Organisatie voor Vrijheid en Democratie (JOVD) ist eng mit der VVD verbunden. Sie agiert jedoch unabhängig von der Partei und steht allen jungen Liberalen offen.
Ferner gibt es als wissenschaftliches Institut die nach Benjamin Marius Telders benannte Prof. mr. B.M. Teldersstichting, das Ausbildungszentrum Haya van Somerenstichting, die VVD Bestuurdersvereniging (Unternehmer) und das Liberaal Vrouwen Netwerk (LVN) (Frauennetzwerk).
Die vier VVD-Abgeordneten im Europäischen Parlament gehören der Fraktion Renew Europe an, die dort in der Legislaturperiode 2019–2024 die drittstärkste Fraktion bildet.

## Bekannte Mitglieder
Die ehemalige niederländische EU-Kommissarin für Digitale Agenda, Neelie Kroes, gehört der VVD an. Auch der frühere Kommissar für Binnenmarkt Frits Bolkestein war Mitglied der VVD. Der deutlich rechts stehende Bolkestein galt nicht nur als führungsstarker Fraktionsvorsitzender und Minister, sondern auch als bedeutender Theoretiker des Liberalismus.
Die Islamkritikerin Ayaan Hirsi Ali war bis zum 15. Mai 2006 Mitglied der Zweiten Kammer des niederländischen Parlaments für die VVD. Die ehemaligen VVD-Mitglieder Geert Wilders und Rita Verdonk haben eigene rechtspopulistische Parteien gegründet, die PVV beziehungsweise Trots op Nederland.

## Wahlergebnisse
| Wahl | Stimmen (%) | Mandate  |
| ---- | ----------- | -------- |
| 1948 | 7,9         | 8 / 150  |
| 1952 | 8,8         | 9 / 150  |
| 1956 | 8,8         | 13 / 150 |
| 1959 | 12,2        | 19 / 150 |
| 1963 | 10,3        | 16 / 150 |
| 1967 | 10,7        | 17 / 150 |
| 1971 | 10,3        | 16 / 150 |
| 1972 | 14,4        | 22 / 150 |
| 1977 | 17,9        | 28 / 150 |
| 1981 | 17,3        | 26 / 150 |
| 1982 | 23,1        | 36 / 150 |
| 1986 | 17,4        | 27 / 150 |
| 1989 | 14,6        | 22 / 150 |
| 1994 | 20,0        | 31 / 150 |
| 1998 | 24,7        | 38 / 150 |
| 2002 | 15,4        | 24 / 150 |
| 2003 | 17,9        | 28 / 150 |
| 2006 | 14,7        | 22 / 150 |
| 2010 | 20,5        | 31 / 150 |
| 2012 | 26,8        | 41 / 150 |
| 2017 | 21,3        | 33 / 150 |
| 2021 | 21,9        | 34 / 150 |
| 2023 | 15,2        | 24 / 150 |

| Wahl                                                    | Stimmen (%) | Mandate |
| ------------------------------------------------------- | ----------- | ------- |
| 1979                                                    | 16,1        | 4 / 25  |
| 1984                                                    | 18,9        | 5 / 25  |
| 1989                                                    | 13,6        | 3 / 25  |
| 1994                                                    | 17,9        | 6 / 31  |
| 1999                                                    | 19,7        | 6 / 31  |
| 2004                                                    | 13,2        | 4 / 27  |
| 2009 1                                                  | 11,4        | 3 / 25  |
| 2014                                                    | 12,0        | 3 / 26  |
| 2019 2                                                  | 14,6        | 4 / 26  |
| 2024                                                    | 11,3        | 4 / 31  |
| 1 Mandate (seit 2011): 3/26 2 Mandate (seit 2020): 5/29 |             |         |